# Bemisia subdecipiens
Bemisia subdecipiens là một loài côn trùng cánh nửa trong họ Aleyrodidae, phân họ Aleyrodinae.
Bemisia subdecipiens được Martin miêu tả khoa học đầu tiên năm 1999.